# Celine Van Till
Celine van Till née le 20 juin 1991 à Genève est une athlète suisse de para-dressage, une athlète de course à pied et une conférencière.

## Biographie
Elle fait des études de management et de marketing.
Cavalière de haut niveau, elle fait partie de l'équipe suisse junior de dressage  quand elle  tombe de cheval en 2008. Elle souffre alors d'un traumatisme cranio-cérébral,.
Elle participe en 2010 et 2014  aux Jeux équestres mondiaux en para-dressage et aux Jeux paralympiques d'été de 2016 de Rio où elle finit 13e.
Depuis 2016, elle est membre du conseil d’administration de Handicap International . Elle est présidente de l'association Tout est possible.
En 2017, le film Bucéphale de Chloé Seyssel et Damien Marti lui est consacré et reçoit le prix Documentary and Short International Movie  à Jakarta.
En 2018, elle réoriente sa carrière dans la course à pied. 
À la suite d'une chute en Tunisie, Céline van Till annonce le 25 mai 2021, à quelques mois des Jeux paralympiques de Tokyo, mettre fin à sa carrière de compétition. Elle déclare toutefois vouloir « continuer […] de [s]'impliquer dans le sport par la politique par exemple ». Le 19 mai 2021, elle a en effet été élue au comité directeur de la section genevoise du Parti libéral-radical.